# Карл Хайнрих
Карл Хайнрих (на немски: Karl Heinrich) e архитект от Австро-Унгария, живял и работил в България.

## Биография
Роден е в 1868 г. в Тайнхщат, Бохемия, тогава в Австро-Унгарската империя. Учи в Кралското строително училище в Цитау.
Заминава за столицата на България София, където става асистент на архитект Фридрих Грюнангер в техническия отдел на Дирекцията за обществено строителство от 1884 до 1904 г. През 1905 – 1906 г. ръководи строежа на Народния театър. Автор е на жилищни и култови сгради.
Умира през 1940 г. в София.

## Проекти (непълно)
- Паприковата къща (1893), намираща се на ул. „Кракра“ № 16, построена за българския офицер Стефан Паприков. Днес сграда на Българо-американската кредитна банка.[1][2]
- Арсовата къща (1911) на ул. „Мальовица“ № 6[1]
- Къщата на Райко Горанов (1912) на ул. „Дунав“[1]
- Гръцката католическа църква „Свето Възкресение“ (1922) на бул. „Македония“[1]
- Католическата църква „Успение Богородично“ (1922) на ул. „Люлин планина“ № 7[1]